# Duketon
Duketon is een spookdorp in de regio Goldfields-Esperance in West-Australië.
In 1895 werd goud gevonden in de streek. De gebroeders vonden er goud in 1897. Ze ontwikkelden de Golden Spinifex-goudmijn. Nabij de mijn werd een dorpje gesticht dat naar de gebroeders Duke werd vernoemd. Het dorp bestond slechts enkele jaren. In 1905 waren er een hotel, een beenhouwer, een bank en enkele winkels actief. De overheid had er een batterij geplaatst. De Golden Spinifex-goudmijn was actief tot rond 1917.
Het voormalige mijnwerkersdorpje Duketon maakt deel uit van het lokale bestuursgebied (LGA) Shire of Laverton. In 2001 werd in de omgeving terug goud gevonden. Tegen 2010 ging de Moolart Well-goudmijn er in bedrijf.
Duketon ligt 1.067 kilometer ten noordoosten van de West-Australische hoofdstad Perth, 212 kilometer ten oosten van het aan de Goldfields Highway gelegen Leinster en 115 kilometer ten noorden van Laverton, de hoofdplaats van het lokale bestuursgebied waarvan het deel uitmaakt.
Er ligt een startbaan, Duketon Airport (ICAO: YDUK).
Duketon kent een warm woestijnklimaat, BWh volgens de klimaatclassificatie van Köppen.